# Могрен (футбольний клуб)
«Мо́грен» (чорн. Могрен / Mogren) — чорногорський футбольний клуб з міста Будва. Виступає у Третій лізі чемпіонату Чорногорії. Створений у 1920 році. Домашні матчі проводить на стадіоні «Лугови», який вміщує 4 000 глядачів.

## Історія
Клуб заснований 1920 року під назвою ФК «Будва». У 1991 році отримав сучану назву.
З 2006 року грає у чемпіонатах незалежної Чорногорії. Двічі ставав чемпіоном країни.
Після вильоту з Першої ліги у сезоні 2014/15 клуб так і не розпочав змагання у Другій: через невиконання зобов'язань перед Арбітражним судом Футбольного Союзу Чорногорії клуб був відсторонений від участі у турнірі та переведений у нижчу лігу із дворічною забороною на підвищення у класі.
| Сезон   | Ліга       | Місце |
| ------- | ---------- | ----- |
| 2006-07 | Перша ліга | 5     |
| 2007-08 | Перша ліга | 3     |
| 2008-09 | Перша ліга | 1     |
| 2009-10 | Перша ліга | 3     |
| 2010-11 | Перша ліга | 1     |
| 2011-12 | Перша ліга | 4     |
| 2012-13 | Перша ліга | 10    |
| 2013-14 | Перша ліга | 10    |
| 2014-15 | Перша ліга | 11    |
| 2015-16 |            |       |

## Досягнення
- Чемпіон Чорногорії (2): 2008/09, 2010/11
- Кубок Чорногорії:
  - Володар (1): 2007/08
  - Фіналіст(1): 2010/11

## Виступи в Єврокубках
| Ліга чемпіонів           | Ліга чемпіонів | Ліга чемпіонів           | Ліга чемпіонів | Ліга чемпіонів | Ліга чемпіонів | Ліга чемпіонів |
| Сезон                    | Етап           | Перша команда            | Заг.           | Друга команда  | 1-й матч       | 2-й матч       |
| ------------------------ | -------------- | ------------------------ | -------------- | -------------- | -------------- | -------------- |
| 2009/10                  | 1-й кв. раунд  | «Гіберніанс»             | 0:6            | «Могрен»       | 0:2            | 0:4            |
| 2009/10                  | 2-й кв. раунд  | «Копенгаген»             | 12:0           | «Могрен»       | 6:0            | 6:0            |
| 2011/12                  | 2-й кв. раунд  | «Могрен»                 | 1:5            | «Литекс»       | 1:2            | 0:3            |
| Кубок УЄФА / Ліга Європи |                |                          |                |                |                |                |
| Сезон                    | Етап           | Перша команда            | Заг.           | Друга команда  | 1-й матч       | 2-й матч       |
| 2008/09                  | 1-й кв. раунд  | «Хапоель» (Кір'ят-Шмона) | 4:1            | «Могрен»       | 1:1            | 3:0            |
| 2010/11                  | 1-й кв. раунд  | «УЕ Санта-Колома»        | 0:5            | «Могрен»       | 0:3            | 0:2            |
| 2010/11                  | 2-й кв. раунд  | «Маккабі» (Тель-Авів)    | 3:2            | «Могрен»       | 2:0            | 1:2            |